# Institut français du Mali

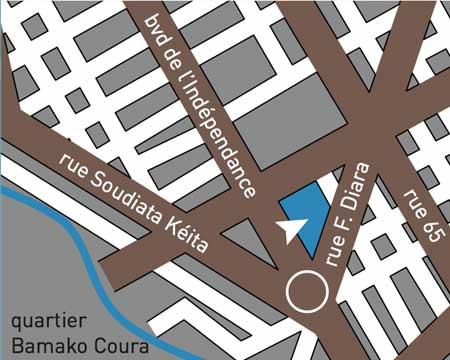
Plan situant l'Institut français du Mali

L' Institut français du Mali (IFM) fait partie du réseau mondial des instituts français. L'antenne unique est située à Bamako, la capitale du pays.

## Historique
Créé en 1965 sous l’appellation "Centre français de documentation de Bamako" et abrité dans le bâtiment de l'ambassade de France, l’établissement devient le "Centre culturel français (CCF)" en 1979. Il s’installe dans ses locaux actuels en 1983.
C’est en 2011 qu’il prend l’appellation d’Institut français du Mali (IFM), dans le cadre d’une réforme mondiale du réseau culturel et de coopération du Ministère français des Affaires étrangères et européennes initiée par la loi du 27 juillet 2010, en remplacement des activités culturelles françaises qui étaient jusque-là réunies au sein de l'association Culturesfrance.
Cette réorganisation a apporté une meilleure unité et une plus grande simplicité de gestion. Les services de coopération universitaire, éducative, linguistique et culturelle de l’Ambassade de France ont ainsi fusionné pour devenir l’Institut français du Mali. Ils entretiennent des liens étroits avec le Consulat général ainsi que le bureau de l'Alliance française du pays et les autorités nationales et locales.

## Rôle
L'Institut propose diverses activités culturelles, en plus des cours, formations et examens de français. Ainsi, le centre culturel de l'institut participe à la scène culturelle locale, en créant près de 300 évènements annuels à visée nationale, régionale ou locale, selon les projets. L'IFM participe également à des évènements externes, dans le cadre de la promotion de la culture et des échanges entre la France et le Mali, et développe des partenariats avec d'autres entités gouvernementales ou non-gouvernementales.

## Informations complémentaires
L'Institut dispose d'une bibliothèque, d'une médiathèque et d'un café-restaurant, "Le Patio". 